# 山越尚昭
山越尚昭（やまこし なおあき、1972年 - ）は、日本の実業家。埼玉県出身。テレビ、無料セミナー、書籍、新聞広告、電車広告等のメディアを通じ、マンション投資とライフプラン構築の手法を提案している。

## 経歴
不動産業界でさまざまな業務を経験したのち、２００１年に独立してLife&Style株式会社を設立、代表取締役に就任。不動産投資のプラットフォームサイト「マンション経営大学」を運営し、自らを学長と称している。BS12・J:COM等のテレビ放送にて出演することもある。

## その他
就職活動中の学生に対して、2020年「入社数年でどれだけ濃密な経験を積み、自己投資をして、成長できるかがこれからの人生の鍵です」と語ったとされる。

## 著書
- 安心老後をつくるマンション投資の教科書（すばる舎 2015/3/14)
- マンガと図解で徹底解説!  マンション投資で「負け犬老後」にオサラバする!  （すばる舎 2016/9/23）

## 関連リンク
- Life&Style株式会社
- マンション経営大学